# Juntang, Guangdong
Juntang (kinesiska: 君堂) är en köping i sydöstra Kina. Den ligger i Enping i staden Jiangmen i provinsen Guangdong,  omkring 120 kilometer sydväst om provinshuvudstaden Guangzhou. Antalet invånare är 46 475. Befolkningen består av 22 810 kvinnor och 23 665 män. Barn under 15 år utgör 13,0 %, vuxna 15-64 år 75 %, och äldre över 65 år 11,0 %.